# Sarpsborg Sharks IBK
Sarpsborg Sharks IBK ist ein norwegischer Sportverein aus Sarpsborg aus der gleichnamigen Gemeinde. Die Herrenmannschaft spielt in der höchsten norwegischen Spielklasse im Unihockey.

## Geschichte
Der Verein entstand zu am 14. Juli 2000 aus der Fusion zweier lokaler Unihockeyvereine. Nach der Fusion wurde der Verein auf Sarpsborg Innebandyklubb umbenannt.